# Барсосио, Салли
Салли Барсосио (род. 21 марта 1978; Кейо, Кения) — кенийская бегунья на длинные дистанции. Специализировалась в беге на 10 000 метров. Чемпионка мира 1997 года. Бронзовый призёр мирового первенства 1993 года. На Олимпийских играх 1996 года финишировала на 10-м месте, а на играх в Сиднее и в Афинах занимала 17-е места.
Победительница Всеафриканских игр 1995 года.